# Dragoni di Sardegna
I Dragoni di Sardegna (Corpo dei Dragoni Leggeri di Sardegna dal 1776 e Cacciatori Reali di Sardegna dal 1819) furono un corpo militare storico del Regno di Sardegna, creato nel 1726, e nel 1822 confluito nei  Carabinieri Reali.

## Storia

### I Dragoni
All'epoca del primo Re di Sardegna Vittorio Amedeo II, le condizioni dell'ordine e della sicurezza nell'isola erano percepite come problematiche dai colonizzatori savoiardi. Dunque, allo scopo di tutelare l'ordine pubblico e di reprimere più efficacemente fenomeni di brigantaggio e banditismo venne creato nel 1726 il reparto, composto da tre Compagnie.
Una compagnia era di guarnigione a Cagliari, sede del viceré, nel complesso denominato Quartiere dei Dragoni di Santa Croce con un'ampia scuderia, nel quartiere Castello. In quell'area, precedentemente alla cacciata dei sovrani spagnoli ivi stabilitisi nel 1492, si era stabilita una fiorente comunità ebraica, tanto che le strutture in cui essa si era stabilita erano chiamate ghetto degli ebrei. Nel 1764 le compagnie dei dragoni vennero ridotte da tre a due e quella cagliaritana contava soltanto quaranta unità.
Il Reggimento Dragoni di Sardegna nel 1776 diviene  Corpo dei Dragoni Leggeri di Sardegna.

### I Cavalleggeri
Nel 1808, dopo i successi del corpo e delle milizie locali nei fatti del 1793 contro una imponente squadra navale francese inviata ad occupare l'isola, venne in questa costituito  il Reggimento Cavalleggeri di Sardegna. Dal 1819 al 1821 il reggimento prese il nome di Cacciatori Reali di Sardegna, distinguendosi nella lotta al brigantaggio.
Il 16 ottobre 1822 il re Carlo Felice istituiva il Corpo dei Carabinieri reali di Sardegna che incorporò i Cacciatori reali, proprio per il loro buon risultato nel compito del mantenimento dell'ordine pubblico.

## Organici
Il reggimento, formato da tre sole compagnie, in un primo tempo era costituito da veterani dei reparti di cavalleria della terraferma e da invalidi, mentre successivamente vennero reclutati anche sardi.

## Compiti
I compiti peculiari del corpo furono essenzialmente di polizia, e furono utilizzati non solo nel mantenimento dell'ordine pubblico e della repressione del brigantaggio e banditismo, ma anche nella difesa dell'isola da attacchi esterni.